# Marlon Bastardo
Marlon Bastardo (Caracas, Venezuela, 5 de abril de 1990) es un futbolista venezolano que juega como defensa y actualmente se encuentra sin equipo.

## Trayectoria
Estuvo con el Caracas ''B'' desde el 2006 hasta 2008. Posteriormente fue traspasado al primer equipo del Caracas y ha logrado un título y llegar a cuartos de final Copa Libertadores.

## Clubes
| Club                  | País      | Año           |
| --------------------- | --------- | ------------- |
| Caracas F.C. ''B''    | Venezuela | 2006 - 2008   |
| Caracas F.C.          | Venezuela | 2008-2010     |
| Estudiantes de Mérida | Venezuela | 2010-2016     |
| Portuguesa F.C.       | Venezuela | 2017-presente |